# Idriss Déby

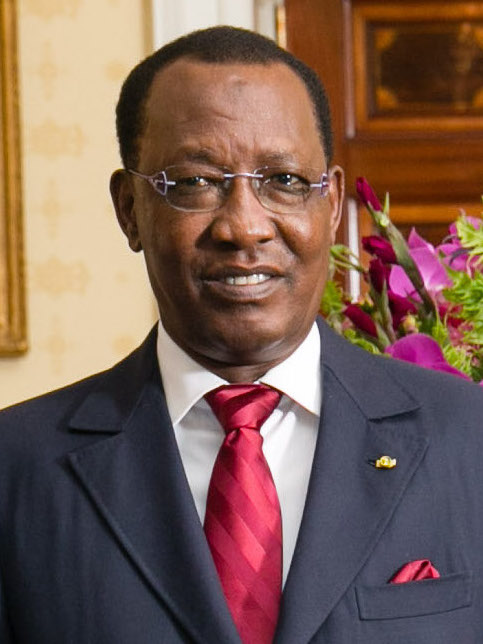
Idriss Déby im Weißen Haus (2014)

Idriss Déby [iˈdʀis deˈbi] (arabisch إدريس ديبي إتنو, DMG Idrīs Daibī Itnū, * 18. Juni 1952 in Fada, Französisch-Äquatorialafrika; † 20. April 2021 in N’Djamena) war von 1990 bis 2021 Präsident des Tschad und Vorsitzender der Patriotischen Wohlfahrtsbewegung (auch „Patriotische Heilsbewegung“, zu französisch Mouvement Patriotique du Salut – MPS genannt). Er gehörte der Volksgruppe der Zaghawa an.

## Leben
Nach dem Besuch der Offiziersschule in der Hauptstadt N’Djamena führte der Sohn eines muslimischen Hirten seine Ausbildung in Frankreich fort und schloss dort 1976 die Ausbildung zum Kampfpiloten ab. Dort bekam er den Spitznamen „Wüstencowboy“. Er ist auch Absolvent von Muammar al-Gaddafis World Revolutionary Center.
Déby begann seine Karriere als Kommandeur im ersten Bürgerkrieg seines Heimatlandes. Als Sicherheitsberater des Diktators Hissène Habré erwarb er sich einen umstrittenen Ruf bei der brutalen Zerschlagung von Rebellenverbänden. Am 1. April 1989 beschuldigte Habré ihn und weitere ethnische Zaghawa, einen Staatsstreich durchführen zu wollen. Hunderte Zaghawa wurden inhaftiert und gefoltert, Dutzende starben. Déby konnte in den Sudan fliehen, wo er innerhalb weniger Wochen eine neue Rebellenarmee aufbaute.
Am 2. Dezember 1990 marschierten seine Truppen ungehindert in N’Djamena ein. Nach dreimonatiger Übergangsregierung stimmte man am 28. Februar 1991 einer Verfassung für den Tschad mit einem Mehrparteiensystem und Déby als Präsidenten zu. Déby wurde 1996, 2001 und 2006 wiedergewählt, aber internationale Beobachter stellten Unregelmäßigkeiten im Wahlprozess fest. Die Zeit bis zur ersten Wahl 1996 nutzte er, um seinen Einfluss, den seiner Partei und seines Bidayat-Stammes, der zu den Zaghawa gerechnet wird, auszubauen. 2004 ließ er von der Nationalversammlung, in der der MPS über 108 der 155 Mandate verfügte, die von der Verfassung vorgesehene Beschränkung auf zwei Amtszeiten aufheben, um 2006 erneut kandidieren zu können. Bei einem Referendum im Juni 2005 wurde diese Verfassungsänderung von 77 % der Wähler gebilligt. Die Präsidentenwahlen vom 3. Mai 2006 wurden bis auf den Kandidaten einer sozialistischen Splitterpartei und drei Kandidaten aus dem Regierungslager von der Opposition boykottiert. Nach offiziellen Angaben erhielt Déby bei 53,1 % Wahlbeteiligung 64,7 % der abgegebenen Stimmen.
Nach der Machtübernahme von Laurent-Désiré Kabila in der DR Kongo entsandte Déby 2000 Soldaten in die DRK, um der Regierung Beistand im Zweiten Kongokrieg gegen die von Ruanda und Uganda unterstützten Rebellen zu gewähren. Im Jahr 2003 unterstützten tschadische Soldaten den Putsch von François Bozizé in der benachbarten Zentralafrikanischen Republik. Déby, der als glänzender Stratege galt, behauptete sich in einem politischen Balanceakt zwischen der Volksrepublik China und den Vereinigten Staaten sowie zwischen Sudan und Libyen.
Im Frühjahr 2006 marschierten 500 Rebellenkämpfer der Front für den Wandel (FUC) in die Hauptstadt N’Djamena ein. Während internationale Zeitungskommentatoren schon das Ende des Déby-Regimes beschworen, zeigte sich, dass die tschadische Armee die Rebellen erwartet und in eine Falle gelockt hatte. Im Tschad stationierte Jets der französischen Luftwaffe hatten für die Regierung die Luftaufklärung besorgt. Die anfangs erfolgreiche, auf beiden Seiten von hohen Verlusten begleitete Offensive der Regierungsarmee gegen zwei Rebellenbewegungen Ende 2007 leitete Déby angeblich persönlich. Anfang Februar 2008 drangen die vom Sudan aufgerüsteten Rebellen erneut in die Hauptstadt ein, die sie fast komplett einnahmen, nachdem sie den Verteidigungsring der Regierungstruppen durchbrochen hatten. Déby saß in seinem Präsidentenpalast fest, lehnte aber das Angebot Frankreichs ab, ihn auszufliegen, mit der Begründung, er leite die Verteidigung. Dank des Einsatzes von Kampfhubschraubern und dank libyscher Munitionslieferungen konnten die Rebellen aus der Hauptstadt vertrieben werden und der Bürgerkrieg 2010 beendet werden.
Zur Unterstützung von Oberst Muammar al-Gaddafi gegen den libyschen Volksaufstand im Februar 2011 schickte Idriss Déby tschadische Wachtruppen nach Libyen. Idriss Déby erklärte, dass sich al-Qaida bei der Plünderung libyscher Waffenkammern sämtlicher Waffen bemächtigt habe, „darunter auch Flugabwehrraketen, die in ihre Zufluchtsstätten geschmuggelt wurden“.
Am 30. Januar 2016 wurde Déby für ein Jahr zum Präsidenten der Afrikanischen Union gewählt.
Am 30. April 2018 wurde in einer von der Opposition boykottierten Abstimmung im Parlament die Verfassung dahingehend geändert, dass ein reines Präsidialsystem ohne Regierungschef eingeführt und die Regelung über die Amtszeit des Präsidenten geändert wurde. Drei Tage danach, unmittelbar vor Inkrafttreten der Änderung, trat die gesamte Regierung des Tschads zurück. Am 7. Mai 2018 ernannte Déby eine neue, aus 29 Mitgliedern bestehende Regierung.
Am 11. April 2021 wurden im Tschad Präsidentschaftswahlen abgehalten, die Déby mit 79,3 % der Stimmen gewann. Der Großteil der oppositionellen Kräfte boykottierte die Wahl, nachdem in den Vormonaten der Wahl Oppositionspolitiker und regierungskritische Proteste durch Sicherheitskräfte der Regierung gewaltsam unterdrückt wurden. Im Anschluss kam es zu einem Aufstand im Norden des Landes.
Am 20. April 2021 erlag Déby Verletzungen, die er durch Kampfhandlungen bei einem Truppenbesuch an der Frontlinie im Norden des Tschad erlitten hatte. Laut Angaben seines Wahlkampfleiters handelte es sich bei den Gegnern, die aus Libyen in den Tschad eingedrungen waren, um Kämpfer der Front pour l’Alternance et la Concorde au Tchad (FACT). Sein Adoptivsohn Mahamat Idriss Déby Itno wurde zum Chef der militärischen Übergangsregierung ernannt.

## Familie
Déby war mehrmals verheiratet und hatte mindestens 12 Kinder. Am Morgen des 2. Juli 2007 wurde Débys Sohn Brahim vom Hausmeister in der Tiefgarage seines Wohnhauses in einem Pariser Vorort tot aufgefunden. Die französischen Ermittler gingen aber nicht von einem politischen Attentat aus. 2009 wurden mehrere Verdächtige angeklagt. Vier der Angeklagten wurden 2011 zu Gefängnisstrafen zwischen fünf und dreizehn Jahren verurteilt, die Staatsanwaltschaft legte jedoch gegen das Urteil Berufung ein. Letztinstanzlich wurden 2013 die Strafen gegen die meisten Mitglieder des Mordkomplotts erheblich erhöht. Die Haftstrafe von Dan Batoua, dem Vordenker der Organisation, wurde von 13 auf 15 Jahre Gefängnis verlängert. Marin Cioroianu wurde zu einem weiteren Jahr Gefängnis verurteilt (13 statt 12 Jahre in erster Instanz). Gleiches gilt für Pierre-Claude Messi Ntsama, der im Berufungsverfahren zu sechs Jahren Gefängnis verurteilt wurde, gegenüber fünf in erster Instanz. Der erstinstanzlich freigesprochene Najèbe Oulmoudène wurde vom Berufungsgericht Versailles zu neun Jahren Gefängnis verurteilt. Jaime de Carvalho ist der einzige Angeklagte, dessen Strafe im Berufungsverfahren verkürzt wurde (von 13 auf 9 Jahre), da er im Gegensatz zu den Mitangeklagten mit den Ermittlern zusammengearbeitet hatte.
Idriss Déby war ein Cousin von Hassan Djamous, dem Oberbefehlshaber der Streitkräfte des Tschad im Toyota-Krieg.